# Nuova Camorra Organizzata
La Nuova Camorra Organizzata (NCO) o Camorra reformada (CR) va ser una organització criminal de la màfia napolitana italiana nascuda de la desaparició de l’antiga Camorra dels anys cinquanta i seixanta, fundada el 1970 per un camorrista napolità, Raffaele Cutolo, a la regió de Campània.

## Història
La Nuova Camorra Organizzata (NCO) o la Camorra Reformada (CR) es va crear amb l’objectiu de restaurar l’activitat de l’antiga Camorra dels anys cinquanta i seixanta, que tractava cigarrets de contraban i extorsió al mercat de fruites i hortalisses napolitanes. Amb aquesta finalitat, Raffaele Cutolo va crear una organització jeràrquica i estructurada, en contrast amb els clans tradicionals de la Camorra, que generalment estaven fragmentats. Els membres van ser nomenats cutoliani pels clans rivals i la policia.
Segons el Ministeri de Justícia italià, el 1981, la Nuova Camorra Organizzata (NCO) o la Camorra Reformada (CR) era una de les dues organitzacions criminals italianes més poderoses de la màfia juntament amb la Cosa Nostra siciliana en aquell moment, amb ingressos de 200.000 persones a la regió napolitana. Aliada amb el tràfic de cocaïna a escala internacional amb el Perú amb la Cosa Nostra siciliana i amb molts clans calabresos de la 'Ndrangheta i la Nuova Grande Camorra Pugliese, precursora de la Sacra Corona Unita de la Pulla.
La Nuova Camorra Organizzata (NCO) o la Camorra Reformada (CR) va ser finalment suplantada per la Nuova Famiglia (NF), una confederació de clans formada per Michele Zaza, un patró de la Camorra amb estretes relacions amb la Cosa Nostra, el clan Gionta de Torre Annunziata, clan Nuvoletta de Marano, Antonio Bardellino de San Cipriano d'Aversa i Casal di Principe, clan Alfieri de Saviano, dirigit per Carmine Alfieri, clan Galasso de Poggiomarino, dirigit per Pasquale Galasso, clan Giuliano del districte de Fortana a Nàpols, dirigit per Luigi Giuliano, i el clan Vollaro de Portici, dirigit per Luigi Vollaro.
La guerra resultant entre la Nuova Famiglia (NF) i la Nuova Camorra Organizzata (NCO) suposa un gran nombre de baixes per ambdues parts i acaba amb la victòria de la Nova Famiglia (NF). NCO es considerarà definitivament morta el 1985, quan diversos dels seus caps i membres van ser assassinats o empresonats. La Camorra de Cutolo es descriu com una "Camorra massiva" de joves aturats especialitzats en el tràfic d'heroïna o cocaïna i extorsió anomenada de "protecció", mentre que la Camorra de Carmine Alfieri era considerada la "Camorra política" per la seva capacitat per aconseguir contractes del sector públic mitjançant contactes polítics, i el de Lorenzo Nuvoletta com a "Business Camorra" que va reinvertir els diners de les drogues en la construcció després del terratrèmol del 1980.